# Lands of Lore: The Throne of Chaos
Lands of Lore: The Throne of Chaos je RPG videohra typu dungeon americké vývojářské firmy Westwood Studios z roku 1993 pro platformy DOS (na 3½″ disketách), PC-98 a FM Towns. Vydání zrealizovala firma Virgin Games. V roce 1994 vyšla verze na CD-ROM, která obsahovala namluvené dialogy, některé z nich měl na svědomí britský herec Patrick Stewart známý mj. ze sci-fi seriálu Star Trek: Nová generace.
Lands of Lore: The Throne of Chaos je také první díl třídílné videoherní série Lands of Lore. Na něj navazuje druhý díl Lands of Lore II: Guardians of Destiny z roku 1997.

## Hratelnost
Interakce s okolím probíhá v reálném herním čase (real-time) podobně jako u žánrově spřízněných her Dungeon Master či Eye of the Beholder. Hráč se dívá na okolí z pohledu družiny, která může být maximálně tříčlenná. Na začátku hry lze vybrat jednoho hlavního hrdinu ze čtyř, každý má jiné schopnosti a charakteristiky:
- Ak'Shel – rasa dracoid, ze všech čtyř nejschopnější mág, zato nejslabší bojovník.
- Kieran – rasa huline (humanoidní rasa vyvinutá z koček), až dvakrát rychlejší než ostatní, což je výhoda v boji, rychlost jej předurčuje ke zlodějským schopnostem (páčení zámků, střelba ze vzdálenosti).
- Michael – rasa člověk, nejsilnější bojovník ze všech a zároveň nejslabší mág.
- Conrad – rasa člověk, postava s vyváženými dovednostmi, ovládá všechny, ale nevyniká v nich tolik jako ostatní tři hrdinové, kteří se specializují především na jednu, ale v ostatních jsou slabší.

K hlavnímu hrdinovi se v průběhu děje připojí další postavy, které lze vytrénovat, ovšem některé z nich družinu mohou zase opustit nezávisle na vůli hráče. Postavy, které se mohou stát členy hráčovy družiny (včetně počátečních atributů bojovník/zloděj/mág):
- Timothy (3/2/1) – člověk stopař, spíše zaměřený na boj než na magii.
- Baccata (1/1/3) – čtyřruký thomgog, byl v magickém učení u královské čarodějky Dawn, navíc jeho fyzická síla a dvě ruce navíc se v boji jistě uplatní.
- Lora (1/4/1) – Lora je obyčejná dívka, kterou její vesnice poslala na rok do služby k věštci Draraclovi. Umí odhalit pasti a v případě problémů použít diplomacii.
- Paulson (3/1/3) – člen královské rady v Gladstone, kdysi byl královským kovářem a také se naučil něco magie od Dawn, nicméně v případě konfliktu preferuje zbraně.

Členové party prozkoumávají herní svět, nacházejí užitečné předměty, které mohou přenášet ve svém inventáři a následně použít, zahodit či zpeněžit v některém obchodě, mohou vrhat předměty či zbraně proti nepřátelům atd. Postavy se zlepšují bojem, magií a zlodějskými dovednostmi, získávají zkušenostní body. Pokud jich shromáždí dostatek, postava postoupí na další úroveň (tzv. level) v té které dovednosti (bojovník = Fighter, mág = Mage, zloděj = Rogue). S přechodem na vyšší úroveň se zvednou základní statistiky postavy: zdraví (health) – zelený sloupeček u portrétu postavy a (nebo) mana neboli magická energie – modrý sloupeček tamtéž. Postavy lze vytrénovat na maximálně desátou úroveň, vyšší úrovně jde poté docílit např. použitím magického předmětu.

Kromě těchto základních statistik má každá postava ještě dvě další v inventáři, a to sílu (Might) a ochranu (Protection). Síla ovlivňuje zejména sílu úderů v boji, silnější postava zabije protivníka rychleji než slabší. Čím vyšší ochrana, tím těžší cíl jste pro nepřátele, jejich útok vás méně zraní. Tyto charakteristiky lze zvyšovat vyzbrojením se, tedy oblečením výzbroje: brnění, helmy, botů, štítu, náloketníků, zbraně a dokonce i náhrdelníků a prstenů. Některá výstroj má i speciální bonus, jako např. šance na ztrojnásobení síly úderu. Ovšem pozor, bonus může být i negativní, jako např. u prokletého meče Entropy, který dokáže v boji zranit i svého držitele. Celkově vzato, charakteristik, které musí hráč brát v potaz není tolik, jako u jiných RPG her té doby.
Kromě výstroje a zbraní je ve hře spousta dalších předmětů, např. questové věci (které mohou dočasně posloužit jako zbraň či kouzlo), olej do lampy na svícení v podzemních kobkách, různé svitky, drahokamy, léčivé byliny a lektvary, kameny, atd. Kouzla přibývají družině do velkého svitku v levém horním rohu obrazovky, je potřeba je v herním světě nalézt. Mají čtyři úrovně moci (I–IV) a je jich celkem sedm:
- Spark – elektrické jiskry, slabší kouzlo vhodné v počátečních fázích hry.
- Heal – léčení, zcela zásadní kouzlo ve hře, léčí postavu, doplní její body zdraví a od III. úrovně léčí i otravu.
- Fireball – ohnivá koule, klasické kouzlo v dungeonech, lze využít nejen proti bestiím, ale i k postupu dál v ději.
- Freeze – zmrazení, rovněž využitelné kouzlo nejen k boji, ale i k jiné akci v ději.
- Lightning – blesk, mocný výboj elektřiny.
- Hand of Fate – ruka osudu, kouzelník vyvolá obří ruku, která odstrčí nebo zraní nepřítele; i toto kouzlo lze využít k jistému účelu.
- Mists of Doom – mlha zhouby, vyvolá z pradávných hrobů zetlelé předky kouzlící postavy, kteří napadnou nepřátele.

Každé kouzlo spotřebovává magickou energii kouzelníka (modrý sloupeček), ke kouzlení je tedy potřeba mít její dostatečnou zásobu. Lze ji doplnit magickým lektvarem Bannon's Reserve nebo prostým spánkem. Spánek zároveň léčí i zdraví, ale během něj mohou družinu přepadnout nepřátelé.
Boj s nepřáteli v reálném čase může probíhat na blízko zbraněmi a kouzly či na dálku magií a střelbou/vrhacími zbraněmi. Monster je ve hře poměrně dost a tvoří pestrou paletu. Na každého nepřítele může platit trochu jiná taktika. Někteří jsou např. odolní proti určité magii, dokáží sami sesílat kouzla, otrávit nebo paralyzovat postavy, vyrazit jim zbraně z rukou apod. Členové družiny, kteří ztratí veškeré zdraví (body zdraví se dostanou na nulu) jsou v bezvědomí. Pokud je naživu někdo ze společníků, dokáže pomocí kouzla Heal, léčivého lektvaru Salve nebo byliny Aloe vera postavu znovu vzkřísit. Pokud však zdraví všech členů družiny klesne na nulu, hra končí.
Na pravé straně obrazovky jsou 4 předměty, které je třeba ve hře najít a které zásadně usnadňují průběh. Jsou to:
- kompas – usnadňuje orientaci v prostoru.
- magický atlas – mapa země, každý pohyb družiny se zakresluje na pergamen a vytváří mapu dané lokace (včetně tajných stěn, tlačítek, výklenků, truhel apod.).
- lucerna – osvětluje vnitřní prostory a chodby, k provozu je třeba ji doplňovat olejem.
- hromádka stříbrných mincí – platidlo, mince lze různě najít nebo získat v obchodech prodejem předmětů.

V menu lze nastavit obtížnost nepřátel, má tři stupně:
- wimpy – snadná
- normal – normální
- ferocious – těžká

## Příběh
Zlá čarodějnice Scotia získala z dolů mocný prsten Nether Mask, který ji umožňuje brát na sebe podobu kohokoli. Dokáže se nepozorovaně dostat na hrad Gladstone a otrávit krále Richarda LeGré. Jen díky včasnému zásahu královské kouzelnice Dawn král nezemře. Je třeba získat recept na léčivý elixír pro krále a také jeho jednotlivé ingredience. Poté je třeba s královou pomocí porazit Scotii.

## Seznam herních lokací
- Gladstone Keep – hrad Gladstone, sídlo krále Richarda, začátek příběhu.
- Northland Forest – lesní prostředí
- Thugs Hideout – jeskyně pobudů, jednoúrovňové podzemí
- Southland Forest – lesní prostředí
- Roland's Manor – Rolandovo panství, bylo přepadeno orky.
- Draracle Caves – čtyřúrovňové podzemí, sídlo věštce Draracla
- Opinwood – lesní prostředí
- Gorkha Swamp – bažiny, domov Gorkhů, kmene obojživelníků
- Upper Opinwood – lesní prostředí
- Urbish Mining Co. – vstup do dolů Urbish Mines
- Urbish Mines – doly, čtyřúrovňové podzemí
- Yvel Woods – lesy v okolí města Yvel
- White Tower – čtyřúrovňové nadzemí (3 patra a malé sklepení)
- City of Yvel – město
- Catwalk Caverns – dvojúrovňové jeskyně
- Dungeons – kobky pod hradem Cimmeria obývané Xeoby a Knowlesy, tyto dvě rasy spolu válčí
- Castle Cimmeria – hrad Cimmeria, tříúrovňový labyrint